# Brunstatt
Brunstatt je občina v departmaju Haut-Rhin francoske regije Alzacija.
Leta 2009 je v občini živelo 6.145 oseb oz. 636 oseb/km².